# Filippine ai XXIV Giochi olimpici invernali
Le Filippine hanno partecipato ai XXIV Giochi olimpici invernali, che si sono svolti dal 4 al 20 febbraio 2022 a Pechino in Cina, con una delegazione composta da un atleta, lo sciatore alpino Asa Miller.

## Delegazione
| Sport      | Uomini | Donne | Totale |
| ---------- | ------ | ----- | ------ |
| Sci alpino | 1      | 0     | 1      |
| Totale     | 1      | 0     | 1      |

## Sci alpino
Le Filippine hanno qualificato nello sci alpino un atleta, tramite un sistema di ripescaggio.
| Atleta     | Evento                   | 1ª manche | 1ª manche | 2ª manche       | 2ª manche       | Totale          | Totale          |
| Atleta     | Evento                   | Tempo     | Posizione | Tempo           | Posizione       | Tempo           | Posizione       |
| ---------- | ------------------------ | --------- | --------- | --------------- | --------------- | --------------- | --------------- |
| Asa Miller | Slalom gigante maschile  | DNF       | DNF       | Non qualificato | Non qualificato | Non qualificato | Non qualificato |
| Asa Miller | Slalom speciale maschile | DNF       | DNF       | Non qualificato | Non qualificato | Non qualificato | Non qualificato |